# Rüdiger Lenz (Historiker)
Rüdiger Lenz (* 1954 oder 1955) ist ein deutscher Historiker und Archivar.

## Werdegang
Er belegte ein Studium der Verwaltungswissenschaft und des Öffentlichen Rechts an der Fachhochschule für Öffentliche Verwaltung in Kehl/Rhein mit Staatsexamen
sowie ein Studium der Geschichte, Germanistik und der Historischen Hilfswissenschaften (mit Urkundenlehre, Sphragistik, Handschriftenkunde, Archivwesen) an der Universität Heidelberg mit Staatsexamen und Promotion (verwaltungsgeschichtliches Thema).
Von 1987 bis 1990 war er im Staatsarchiv Wertheim und Kommission für geschichtliche Landeskunde tätig.
Von 1990 bis 2019 war Lenz Leiter des Stadtarchivs Eberbach/Neckar und des Archivverbunds mehrerer Städte und Gemeinden am unteren Neckar. Von 2001 bis 2020 hatte er die Schriftleitung für das "Eberbacher Geschichtsblatt".
Einen Lehrauftrag für Historische Hilfswissenschaften an der Pädagogischen Hochschule Heidelberg hatte Lenz von 1993 bis 2019.

## Publikationen
Rüdiger Lenz veröffentlichte Publikationen und hielt Vorträge zur National- bzw. pfälzischen Landes- und Regionalgeschichte, darunter zur Verwaltungs-, Archiv-, Adels-, Burgen- und Sozialgeschichte. Er ist Verfasser mehrerer Ortschroniken und Bearbeiter von Urkundeneditionen.
- Kellerei und Unteramt Dilsberg. Entwicklung einer regionalen Verwaltungsinstanz im Rahmen der kurpfälzischen Territorialpolitik am unteren Neckar (= Veröffentlichungen der Kommission für geschichtliche Landeskunde in Baden-Württemberg. Reihe B: Forschungen. Band 115). Dissertation, Universität Heidelberg 1988. Kohlhammer, Stuttgart 1989, ISBN 978-3-17-010526-3.
- (Bearb.): Meinrad Schaab (Hrsg.): Ausgewählte Urkunden zur Territorialgeschichte der Kurpfalz 1156–1505 (= Veröffentlichungen der Kommission für geschichtliche Landeskunde in Baden-Württemberg. Reihe A: Quellen 41. Band 41). Stuttgart 1998, ISBN 978-3-17-013150-7.
- Vor 50 Jahren: Die Folgen einer verhängnisvollen Politik und Kriegführung: Die Abtrennung deutscher Gebiete und die Vertreibung der Deutschen aus ihrer Heimat. In: Eberbacher Geschichtsblatt. 94, 1995, S. 15–53.
- Von den Absetzungsbewegungen zur Besetzung. Das Ende des Zweiten Weltkriegs am unteren Neckar (März/April 1945). In: Eberbacher Geschichtsblatt. 95, 1996, S. 14–71.
- mit Stefan Wiltschko, Oskar Schuster: Geschichte der Burg Reichenstein bei Neckargemünd. Ein Beitrag über die Entwicklung des Reichsbesitzes und des Territoriums der Kurpfalz am unteren Neckar. Heidelberg 1997, ISBN 978-3-931033-29-3.
- 700 Jahre Neunkirchen 1298–1998. Bürgermeisteramt Neunkirchen, Buchen-Walldürn 1998, ISBN 978-3-929295-43-6.
- Archivverbund Eberbach. Modell einer interkommunalen Zusammenarbeit. In: Hierzuland. Badisches und Anderes von Rhein, Neckar und Main. 13. Jg., Heft 26, 1998, S. 58–60.
- Entstehung der Ratsverfassung und Ausbildung der Stadtrechte in Städten beiderseits des unteren Neckars. In: Winfried Wackerfuß (Hrsg.): Beiträge zur Erforschung des Odenwaldes und seiner Randlandschaften. Band 7. Breuberg-Neustadt 2005, ISBN 978-3-922903-09-3, S. 17–44.
- Vom Wohnturm zur Festungsanlage – Baugeschichte der Burg Dilsberg. In: Uwe Uffelmann, Stefan Wiltschko (Hrsg.): Gründungszeit und Geschichte der Burg Dilsberg. Wiltschko, Neckargemünd 2008, ISBN 978-3-00-024915-0, S. 40–67.
- Die Grafen von Lauffen, Eberbach, Dilsberg und die Heidelberger Pfalzgrafen. In: Christian Burkhart, Jörg Kreutz (Hrsg.): Die Grafen von Lauffen am mittleren und unteren Neckar. Winter, Heidelberg 2015, ISBN 978-3-8253-6251-5, S. 299–311.
- Das Haus Baden auf Zwingenberg. Eine mittelalterliche Burg im Besitz einer Fürstenfamilie (= Beiträge zur Geschichte des Neckar-Odenwald-Kreises. Band 6). Regionalkultur, Ubstadt-Weiher 2015, ISBN 978-3-89735-912-3.
- 675 Jahre Strümpfelbrunn. Chronik eines Dorfes auf dem Winterhauch. Gemeinde Waldbrunn, Limbach-Wagenschwend 2017, ISBN 978-3-00-056239-6.